# ロングテール

黄色部分が「ロングテール」である。

ロングテール（英: long tail）とは、インターネットを用いた物品販売の手法、または概念の1つであり、販売機会の少ない商品でもアイテム数を幅広く取り揃えること、または対象となる顧客の総数を増やすことで、総体としての売上げを大きくするものである。

## 名前の由来
仮に、冪乗則に従う商品の売り上げを、販売数を縦軸に、商品を横軸にして、販売成績の良いものを左側から順に並べると、あまり売れない商品が右側になだらかに長く伸びるグラフが描かれる。左側だけ急峻に高くなっているのは、販売数が大きな商品が全体ではわずかな品目であることを示し、右側が低くなだらかなのは販売数量が低い商品が全体の品目数ではほとんどを占めることを表している。ただし非常に多くの種類を取り扱う必要がある。このグラフの、恐竜の尻尾（テール）のような形状から「ロングテール」と呼ばれる。

## 起源
ロングテールは最初、オンラインDVDレンタル店の米ネットフリックスやAmazon.comなどの特定のビジネスモデルを説明するために米『Wired』誌の記事で同紙編集長であるクリス・アンダーソン（Chris Anderson）によって提唱された。
日本では「ロングテール効果」「ロングテール現象」「ロングテール論」として紹介されることもある。

## 一般的な意味
代表的なオンライン小売店の1つである「Amazon.com」（アマゾン社）を例に説明する。ある特定の分野における売り上げは売上げ成績の品目順で上位の20%が全体の売上げの80%を占めるという冪乗の法則、あるいは、20と80に限ってはいないがパレートの法則に従っているという考え方があり、この考えは「売れ筋商品」という言葉があるように、数値の違いを除けば一般的には正しいと認められている。
「オフライン小売店」と呼ばれる従来型の店舗を構えた形態の販売店では、商品棚の容量や物流上の制限などで売上げ成績の良い売れ筋商品を主体に販売するよう努め、売れ筋以外の商品（死に筋商品）は店頭に並べられないことが多かった。しかし、アマゾン社などのオンライン小売店は、無店舗による人件費と店舗コストの削減に加えてITの利用による在庫の一元化やドロップシップの導入などによる物流コストの極小化を進めた結果、従来型の小売店の制約に縛られず、普通に考えれば年に1個、またはそれ以下しか売れないような商品まで顧客へ提供することで、店舗を構えていたのでは実現不可能な大きな販売機会の取り込みを可能にした。このようなITを駆使した新たな物品販売のビジネスモデルを説明する時に使われるのが「ロングテール」である。
ロングテールを語る際には「ヘッド」と「テール」という言葉が使われる。厳密に言うとロングテールにおける「ヘッド」とは現存する最も大きな小売店に置いてある商品の集合体（あるいは数）を指し、「テール」とはそれ以外の商品を集合体として呼ぶ際に使われる。本の分野だと最も巨大な店舗に置いてある商品の売り上げ上位から下位全てがヘッド部分に属しそれ以外はテールに属しているということになる。これはロングテールがオンライン小売店の特徴的なビジネスモデルを説明するために使われ始めた点と符合する。
しかし「ヘッド」はしばしばヒット作や多くの人たちが知っている作品・ブログ等を呼ぶ際に使われ、テールはそれ以外を指す際にも使われることがある。またパレートの法則から上位20%をヘッド、下位80%をテールと呼ぶこともあるがこれはそもそもの言葉の定義上必ずしも正確な使用法ではない。
しかしロングテールという言葉が普及するにつれ、元々の意味を拡張した解釈がなされており、必ずしもこれらの使い方が不正解とは言えないところである。

## ロングテール・ビジネスの分類
それぞれ独立しているわけではなく、組み合わせとして存在している場合も多々ある。
フィルター
テール部分をフィルターして需要と供給のマッチングを助けてくれるサービス。代表的なものがGoogleやYahoo!などの検索エンジン。またdel.icio.us、はてなブックマーク、Flickrなどエンドユーザーがタグ付けを行うことでコンテンツを特徴づけ（これを「フォークソノミー」、大衆による分類という）最適なコンテンツへ辿り着けやすくするサービスもフィルターの一部に含まれる。
アグリゲーター
テール部分を集積するサービス。代表的なものにAppleのiTunes Store、Amazon.com、eBayなどがある。ヘッド部分とテール部分両方を抱えるのが特徴である。
制作ツール
テール部分をヘッド部分と比べて大きくするツールやサービス。各種ブログサービス、音楽制作を簡単にしたアップルコンピューターのGarageBand、ポッドキャスト作成を容易にしたOdeoなどがある。
制作者
上記のツールやサービスの恩恵を受ける形で今までは需要がなかったコンテンツ制作者のビジネスの可能性の拡大。
例えば広告媒体として今までは考えられていなかった個人運営ブログがGoogle Adsenseなどにより広告媒体として機能することを可能にした。

## その他
日本では梅田望夫の『ウェブ進化論』で取り上げられたことにより一連のWeb 2.0ブームと共に脚光を浴び、新聞の特集記事などを飾るほど一般的な用語となった。現在では、販売データを用いたロングテール実証研究の共著者でもある森正弥が、スマートデバイスの普及によって更にその現象が拡大していることを指摘し、普遍的な概念であるとの主張をしている。